# Mars Rafikov
Mars Zakirovitch Rafikov (en russe : Марс Закирович Рафиков, 29 septembre 1933 - 23 juillet 2000) est un pilote militaire soviétique, membre de la première escouade de cosmonautes de l'URSS. Il a cependant été renvoyé du programme spatial soviétique pour raisons disciplinaires sans avoir jamais été dans l'espace.
Le Lieutenant Senior Rafikov, âgé de 26 ans, a rejoint la sélection des 20 premiers cosmonautes le 7 mars 1960 avec Youri Gagarine.
Le 24 mars 1962, Rafikov fut renvoyé du corps du cosmonaute, officiellement pour "une série d'infractions, dont le flirt dans les restaurants de Moscou, etc.". D'autres cosmonautes (notamment Gagarine) avaient eu un comportement similaire, mais ne pouvaient être officiellement sanctionnés en raison de leur stature et de leur réputation internationale. Cependant, Guerman Titov a laissé entendre par la suite que la véritable raison de son licenciement était son divorce avec sa femme.
Il est resté dans l'armée, servant comme pilote dans la guerre d'Afghanistan.
Pour protéger l'image du programme spatial, des efforts ont été déployés pour dissimuler la raison du limogeage de Rafikov. Son image, comme celle d’autres licenciés, a été retirée des photos des cosmonautes. Cela a conduit à des spéculations sur les cosmonautes fantômes même si les raisons étaient souvent banales.